# Dollard (Schiff)
Die Dollard ist ein Fahrgastschiff der Reederei Baltrum-Linie. Es wird seit Anfang 2014 für Linien-, Ausflugs- und Sonderfahrten eingesetzt. Benannt ist das Schiff nach dem Dollart, einer Bucht in der Emsmündung.

## Geschichte
Das Schiff wurde mit der Baunummer 42 auf der Bootswerft Lübbe Voß gebaut. Die Kiellegung fand am 7. Februar, der Stapellauf am 12. Mai 1972 statt. Die Fertigstellung des Schiffes erfolgte am 1. Juli 1972.
Das Schiff wurde bis 1993 als Seebäderschiff Lili Marleen von der Schiffahrt der Inselgemeinde Langeoog eingesetzt. Danach war es bis 2006 als Seehund II für die Reederei Ziegert in Tönning für Fahrten zu den Seehundbänken im Einsatz, bevor es von 2007 bis 2009 für die Adler-Schiffe im holsteinischen Wattenmeer eingesetzt wurde. Seit 2010 bildet die Dollard einen Teil der Internationalen Dollard Route zwischen den Häfen Ditzum, Emden und Delfzijl. Das Schiff gehörte vom Frühjahr 2018 bis Dezember 2019 der Reederei Freimuth und unternahm neben Seebestattungen Ausflugsfahrten auf der Ems. Seit Dezember 2019 ist der neue Eigentümer die Reederei Baltrum-Linie. Zum Saisonstart 2024 wurde das Schiff mit neuen Antriebsmotoren ausgestattet und umfangreich modernisiert. Ferner wurde die farbliche Gestaltung der Baltrum III angeglichen.

## Technische Daten
Das Schiff wird von zwei Scania-Dieselmotoren mit je 162 kW Leistung angetrieben. Die Motoren wirken über Untersetzungsgetriebe auf zwei Festpropeller. Die Höchstgeschwindigkeit des Schiffes beträgt 12 Knoten.